# Daniel Baccaro
Daniel Baccaro (São Paulo, 6 de setembro de 1973), é diretor, produtor e roteirista. Em 2024, ele lançou a biografia "Bob Burnquist - A Lenda do Skate", produzida pela Goma Filmes em coprodução com a Warner Bros. Discovery, que se destacou como uma das 10 séries mais assistidas na HBO e na plataforma de streaming MAX no mês de estreia. A série recebeu uma nota de 8,5 no IMDb e capturou a inspiradora trajetória do skatista, estabelecendo-se como um sucesso tanto entre os críticos quanto com o público.

## Carreira
Destaca-se também o documentário “Vida Sobre Rodas”, produzido em 2010 em parceria com a Miravista (Walt Disney Company) e distribuído pela Buena Vista International (Walt Disney Company). O filme participou de festivais de cinema em Hollywood, Munique e Pequim, sendo a primeira produção brasileira de skate a ser exibida comercialmente nos cinemas nacionais.
Recentemente, Baccaro dirigiu, roteirizou e produziu a série "Street Rock", composta por 13 episódios, com 10 bandas independentes, como Dead Fish, Supercombo e Black Pantera, além das participações especiais de Di Ferrero e Clemente. Essa série será transmitida pela TV Cultura em 2025. Desde 2000, cerca de 35 shows de turnê para bandas internacionais como Shelter, Lagwagon, Fun People, Flat Cat e No Fun At All foram produzidos, além da concepção e produção de 26 edições do festival Street Rock, que foi indicado ao Prêmio Troféu “Dia do Rock”, promovido pela Secretaria de Cultura do Estado de São Paulo, por dois anos consecutivos.
No campo publicitário, Baccaro dirigiu filmes para campanhas de grandes marcas como Vivo, Fiat, Ford, OLX, Seara e LG, destacando-se “Perdi Meu Amor na Balada” para a Nokia e “Paixões Perigosas” para a Discovery ID, ambos considerados os mais assistidos em seus respectivos anos de exibição, segundo os jornais Meio & Mensagem e Estado de São Paulo. Com graduação em Design Industrial e vasta experiência em artes visuais, Baccaro trabalhou como designer no American Atelier of California (EUA), atendendo empresas como Fox, Warner Bros., Disney e Looney Tunes. Com um olhar atento aos detalhes, ele valoriza uma estética moderna, fluida e refinada em todos os seus trabalhos. Atualmente, Daniel Baccaro está na fase de desenvolvimento de uma série biográfica de ficção sobre Rolls Gracie, em coprodução com a Village Roadshow Pictures, focada em um dos maiores lutadores de Jiu-Jitsu de todos os tempos e pioneiro no MMA.

## Obras
| Ano  | Obra                                |
| ---- | ----------------------------------- |
| 2001 | Na Trilha das Ondas - Indonésia     |
| 2004 | Na Trilha das Ondas - Panamá        |
| 2005 | Video Retrospective - Jail For Life |
| 2010 | Vida Sobre Rodas                    |
| 2024 | A Lenda do Skate                    |
| 2025 | Street Rock                         |

## Festivais
| Vida sobre Rodas - Hollywood, Munich, and Beijing |
| ------------------------------------------------- |

## Premiações
| Obra             | Prêmio                     |
| ---------------- | -------------------------- |
| Vida Sobre Rodas | Prêmio Cem Por Cento Skate |